# Palais Altieri
Pour les articles homonymes, voir Altieri.
Le palais Altieri (en italien, Palazzo Altieri) est un palais romain situé dans le rione Pigna résidence de la famille Altieri. La façade se trouve piazza del Gesù, à côté de l'église du Gesù.

## Historique
Quand Giambattista Altieri est élevé au rang de cardinal par le pape Urbain VIII, il estime que l'édifice existant n'est pas digne de son nouveau titre et en 1650, il charge Giovanni Antonio de Rossi de commencer les travaux de rénovation.
Lorsque le pape Clément X, son frère, monte sur le trône papal en 1670, d'autres rénovations sont supervisées par son neveu par adoption, Paluzzo Paluzzi Altieri Degli Albertoni. À partir de 1673, le grand salon est complété. Le cardinal Camillo Massimo, préfet de la Chambre pontificale, sollicite Carlo Maratta pour la peinture et Giovanni Pietro Bellori  pour l'iconographie. Clément (en référence au nom du pape) est surmonté par le Bonheur et d'autres Vertus cardinales.
Le bâtiment est occupé par une banque. Les intérieurs possèdent encore des œuvres d'art :  
décoration et toiles de Luca Giordano, Bernardo Strozzi, Pieter Mulier le Jeune, Domenico Maria Canuti, Lionello Spada, Fabrizio Chiari, Felice Giani, Vincenzo Camuccini, Francesco Zuccarelli, Francesco Manno et Giuseppe Bonito.